# Marcel Haesebrouck
Marcel Haesebrouck (Beveren-Leie, 7 juli 1930 - Kortrijk, 31 mei 2015) was een voormalig Belgisch voetballer en voetbaltrainer. Hij speelde vijftien seizoenen als voorstopper bij Kortrijk Sport.
Haesebrouck maakte zijn debuut als 11-jarige bij derdeprovincialer Beveren-Leie. Na vier jaar kwam hij terecht in de eerste ploeg, om twee jaar later opgeroepen te worden naar de Heizel voor trainingen met de nationale juniores.
Hierna toonde Kortrijk Sport interesse, maar Beveren-Leie liet hem niet gaan. Kortrijk bleef aandringen en na twee jaar kwam Haesebrouck toch in hun bezit. Hij dwong er onmiddellijk een plaats af in de kernploeg. Na zijn legerdienst vatte hij zijn eerste seizoen aan bij Kortrijk Sport in de voorhoede. Toen de voorstopper geblesseerd raakte, nam Haesebrouck zijn plaats in en zou die niet meer afstaan.
Er zouden nog voorstellen komen van Waregem, Brugge (zowel Cercle als Club), Roeselare en Gantoise. Twee keer was hij reservespeler als international in de wedstrijden België-Nederland en België-Luxemburg.
Tussen 1950 en 1964 speelde hij 388 matchen voor Kortrijk Sport; alleen Eugeen Vanneste zou hem hierin overtreffen. Daarna ging hij over naar Geluwe, waar hij vier seizoenen zowel trainer als speler was. Daarna was hij eveneens vier jaar actief als speler-trainer bij Beveren-Leie. Hij eindigde zijn voetbalcarrière tien jaar later bij een bedrijfsvoetbalclub in Deerlijk, waar hij geruime tijd woonde.
Marcel Haesebrouck overleed in 2015. Hij is begraven op de begraafplaats Deerlijk Centrum, Blok N, rij 11, perceel 356.